# Maia Baran
Pour les articles homonymes, voir Baran.
Maia Baran est une actrice belge, née le 28 février 1977 à Bruxelles.

## Biographie
Formée à l'Institut des arts de diffusion de Louvain-la-Neuve, Maia Baran a été administratrice de la Fondation pour les arts du spectacle, spécialisée dans la gestion d'activités artistiques.
Travaillant surtout dans le doublage depuis la fin des années 1990, elle est une voix récurrente de l'animation, en prêtant sa voix à Sakura Haruno dans la franchise Naruto ou encore Flora et Max dans l'univers Pokémon.

## Théâtre
- 1994 : Carmen de Prosper Mérimée
- 1998 : Canto General de Pablo Neruda
- 2000 : Le Mariage de Figaro
- 2001 : Sade (assistante à la mise en scène)
- 2002 : Vagues nouvelles (Odon Von Horvath)
- 2002 : Les Mille et une nuits (adaptation de Philippe Blasband) - assistante à la mise en scène
- 2006 : Goupiochka de Vassili Sigarev
- 2007 : Accalmies passagères de Xavier Daugreilh
- 2008 : Malaga (Paul Emond)

Elle a également travaillé auprès d'Alexandre Belov lors de stages donnés par celui-ci en 2002 et 2003 en tant qu'assistante-interprète (elle parle russe)[réf. nécessaire].

## Filmographie

### Cinéma
- 2003 : A.L. de Vladimir Kartashov
- 2008 : Coquelicots de Philippe Blasband
- 2010 : Maternelle de Philippe Blasband

## Doublage
Sources : Planète Jeunesse, Doublage Séries Database, AnimeNewsNetwork et crédits de fin.

### Cinéma

#### Films
- Michelle Williams[4] dans :
  - Me Without You (2000) : Holly
  - Incendiary (2008) : une jeune mère
  - La Dernière Piste (2011) : Emily Tetherow

- Kelly Reilly[4] dans :
  - Eyes of War (2010) : Diane
  - A Single Shot (2013) : Moira
  - Calvary (2014) : Fiona Lavelle

- Marta Etura dans :
  - Le Gardien invisible (2017) : l'inspectrice Amaia Salazar
  - De chair et d'os (2019) : l'inspectrice Amaia Salazar
  - Une offrande à la tempête (2020) : l'inspectrice Amaia Salazar

- Amanda Peet[4] dans :
  - Sept Ans de séduction (2005) : Amily Friehl
  - Un enfant pas comme les autres (2009) : Harlee

- Winona Ryder[4] dans :
  - The Darwin Awards (2006) : Siri Taylor
  - The Iceman (2012) : Deborah Pellicotti (1er doublage)

- Lena Headey dans :
  - Baron Rouge (2008) : Käte Otersdorf
  - Une famille sur le ring (2019) : Julia « Sweet Saraya » Knight

- 2002 : Ken Park : Peaches (Tiffany Limos)
- 2005 : Imagine Me and You : Rachel (Piper Perabo)
- 2005 : Kinky Boots : Lauren (Sarah-Jane Potts)
- 2006 : John Tucker doit mourir : Beth McIntyre (Sophia Bush)
- 2006 : Last Kiss : Lisa (Lauren Lee Smith)
- 2006 : Tristan et Yseult : Yseult (Sophia Myles)
- 2008 : Le Prix du silence : Rachel Armstrong (Kate Beckinsale)
- 2008 : Danse ta vie 2 : Kate Parker (Rachele Brooke Smith)
- 2010 : Amore : Elisabetta Recchi (Alba Rohrwacher)
- 2011 : Tarass Boulba : Elżbieta Mazowiecka (Magdalena Mielcarz (en))
- 2012 : Frances Ha : Frances (Greta Gerwig)
- 2012 : Halo 4 : Aube de l'espérance : Chyler Silva (Anna Popplewell)
- 2012 : V/H/S : Stephanie (Sophia Takal)
- 2013 : Stalingrad : Katia (Maria Smolnikova)
- 2014 : Une seconde chance : Amanda Collier Reynolds (Michelle Monaghan)
- 2015 : Ma ma : Magda (Penélope Cruz)
- 2017 : A Ghost Story : M (Rooney Mara)
- 2017 : La Forteresse : Rosanka (Stanislava Krasovska)
- 2017 : Gun Shy : Sheila Henry (Olga Kurylenko)
- 2018 : When We First Met : Carrie (Shelley Hennig)
- 2018 : Dédale meurtrier : Éva Batiz (Mónika Balsai)
- 2019 : La Philo de Phil (en) : Samantha Ford (Taylor Schilling)
- 2019 : Quand Hitler s'empara du lapin rose : Dorothea Kemper (Carla Juri)
- 2019 : Le Dernier Vermeer : Minna Holberg (Vicky Krieps)
- 2020 : Jeux d'espions : Tatyana (Anna Butkevich)
- 2020 : Tesla : Anne Morgan (Eve Hewson)
- 2021 : Le Petit Cheval bossu : Princess (Ekaterina Baygozina)
- 2021 : Juniper : l'infirmière Sarah (Edith Poor)
- 2021 : Défense d'atterrir : ? (?)
- 2021 : Balade Meurtrière : Jill (Miriama McDowell (en))
- 2022 : Les Huit Montagnes : Francesca Guasti (Elena Lietti)
- 2022 : Dead for a Dollar : Rachel Price (Rachel Brosnahan)
- 2022 : Je suis l'abysse : Vera (Lidiya Liberman)
- 2022 : À contretemps : Alejandra (Nur Al Levi)
- 2022 : La Maleta : Helena (Verónica Echegui)
- 2025 : Bride Hard (en) : Zoe (Gigi Zumbado (en))

#### Films d'animation
- 2001 : Patlabor WXIII : Saeko Misaki
- 2003 : Tokyo Godfathers : Ambiance
- 2004 : La Tour au-delà des nuages : Maki Kasahara
- 2004 : Naruto et la Princesse des neiges : Sakura Haruno
- 2005 : La Légende de la pierre de Guelel : Sakura Haruno
- 2006 : Mission spéciale au pays de la Lune : Sakura Haruno
- 2007 : Naruto Shippuden : Un funeste présage : Sakura Haruno
- 2007 : TMNT : Les Tortues Ninja : Karai
- 2007 : Winx Club : Le Secret du royaume perdu : Mirta
- 2007 : Le Petit Roi Macius, le film : Macius
- 2008 : Naruto Shippuden : Les Liens : Sakura Haruno
- 2008 : Resident Evil: Degeneration : Claire Redfield
- 2009 : Naruto Shippuden : La Flamme de la volonté : Sakura Haruno
- 2010 : Barbie : La Magie de la mode : Sequin
- 2010 : Yu-Gi-Oh! Réunis au-delà du temps : Akiza Izinski
- 2010 : Les Chimpanzés de l'espace 2 : Luna
- 2012 : Barbie : La Princesse et la Popstar : Nora
- 2012 : Lettre à Momo : la mère de Momo
- 2012 : Naruto Shippuden: Road to Ninja : Sakura Haruno
- 2013 : Iron Man : L'Attaque des technovores : Maria Hill
- 2014 : Barbie et la Porte secrète : Nori
- 2014 : Naruto the Last, le film : Sakura Haruno
- 2014 : Doraemon et moi : Shizuka Minamoto
- 2015 : Boruto : Naruto, le film : Sakura Uchiwa
- 2015 : Strange Magic : Diane
- 2017 : My Little Pony, le film : Princesse Cadance
- 2017 : Paddy, la petite souris (sv) : Paddy
- 2019 : La Baleine et l'escargote (en) : l'escargote
- 2020 : StarDog et TurboCat : Cassidy
- 2020[5] : Le Rêve de Daisy : ?
- 2021 : Le Quatuor à Cornes : Clarisse
- 2021 : Le Royaume des étoiles (de) : la Sorcière des éclairs
- 2021[5] : La Course aux œufs (es) : Dina
- 2022 : Icare : Pasiphaé
- 2022 : Yuku et la Fleur de l'Himalaya : la maman
- 2022 : Le Secret des Perlims : la mère de Claé
- 2022 : Le Lion et les trois brigands (no) : Mme Bastian
- 2022 : Maurice le chat fabuleux : Pêche Blanche
- 2023 : Le Royaume de Naya : Cécilia
- 2024 : Les Aventuriers de l'arche de Noé : Mme Furet
- 2025 : Ozi, la voix de la forêt : Ozi

### Télévision

#### Téléfilms
- Keegan Connor Tracy dans :
  - Descendants (2015) : la reine Belle
  - Descendants 2 (2017) : la reine Belle
  - Descendants 3 (2019) : la reine Belle
- Grace Phipps dans :
  - Teen Beach Movie (2013) : Lela
  - Teen Beach 2 (2015) : Lela
- 2015 : Mariées dans l'année (en) : Elise Johnson (Brooklyn Sudano)
- 2016 : Deux Sœurs pour une vengeance : Gail (Charlotte Graham)
- 2017 : Noël avec le témoin amoureux : Lacey Quinn (Merritt Patterson)
- 2019 : Mission royale pour Noël : Lauren (Erica Deutschman)
- 2019 : Coup de foudre au bal de Noël : Sara (Justine Cotsonas (en))
- 2020 : Noël loin des projecteurs : Olivia (Tori Anderson)
- 2020 : Coup de foudre à la carte : Caroline Wilson (Cindy Busby)
- 2021 : Idylle sur une île : Laura (Saskia Hampele (en))

#### Séries télévisées
- Claire Foy dans :
  - Timbré (2010) : Adora Belle Chercœur (mini-série)
  - Crossbones (2014) : Kate Balfour (9 épisodes)

- Kelli Berglund dans :
  - Les Bio-Teens (2012-2016) : Brianna « Bree » Davenport (98 épisodes)
  - Les Bio-Teens : Forces spéciales (2016) : Brianna « Bree » Davenport (16 épisodes)

- Estela Ribeiro (pt) dans :
  - Soy Luna (2017-2018) : Juliana / Marisa Mint (saisons 2 et 3, 140 épisodes)
  - Bia (2019-2020) : Alice Urquiza (119 épisodes)

- 2002 : V.I.P. : Maxine De La Cruz (Angelle Brooks)
- 2004-2008 : La Famille Serrano : Africa (Alexandra Jiménez)
- 2007-2009 : De tout mon cœur : Patricia Castro (Laura Esquivel)
- 2007-2011 : Greek : Casey Cartwright (ZBZ) (Spencer Grammer)
- 2007-2010 : Satisfaction : Natalie (Kestie Morassi (en))
- 2009 : Emma : Augusta Elton (Christina Cole) (mini-série)
- 2009-2010 : Aaron Stone : Emma Lau/Dark Tamara (Tania Gunadi)
- 2009-2012 : Championnes à tout prix : Kaylie Cruz (Josie Loren)
- 2011 : Marchlands (Jodie Whittaker)
- 2012 : Titanic : De sang et d'acier : Kitty Carlton (Ophelia Lovibond)
- 2012-2013 : Misfits : Abbey Smith (Natasha O'Keeffe)
- 2012-2014 : Wolfblood : Le Secret des loups : Ceri Morris (Siwan Morris)
- 2012-2018 : Nashville : Emily (Kourtney Hansen)
- 2013 : Call the Midwife : Jane Sutton (Dorothy Atkinson)
- 2013-2014 : The Carrie Diaries : Maggie Landers (Katie Findlay)
- 2013-2014 : In the Flesh : Amy Dyer (Emily Bevan)
- 2013-2014 : Twisted : Phoebe Daly (Brittany Curran)
- 2013-2019 : Orange Is the New Black : Piper Chapman (Taylor Schilling) (91 épisodes)
- 2014-2015 : Teen Witch : Lily (Melissa Carcache)
- 2014-2015 : Chasing Life : Brenna Carver (Haley Ramm)
- 2014-2015 : Manhattan : Elodie (Carole Weyers)
- 2014-2016 : Transparent : Rabbi Raquel Fein (Kathryn Hahn)
- 2014-2016 : Velvet : Cristina Otegui (Manuela Velasco)
- 2014-2017 : Turn : Mary Woodhull (Meegan Warner)
- 2014-2017 : Outlander (Laura Donnelly) (8 épisodes)
- 2014-2018 : Nicky, Ricky, Dicky et Dawn : Nicholas « Nicky » Harper (Aidan Gallagher) (84 épisodes) et Anne Harper (Allison Munn) (84 épisodes)
- 2015-2018 : Agent K.C. : Marisa Clark (Veronica Dunne)
- 2016 : Guilt : Natalie Attwood (Emily Tremaine)
- 2016 : Hooten and the Lady : Valerya (Olivia Grant) (mini-série)
- 2016 : Associés contre le crime : Tuppence Beresford (Jessica Raine) (mini-série)
- 2017 : Slasher : Talvinder Gill (Melinda Shankar)
- 2017-2019 : The Detour : Robin Randall (Natalie Zea)
- 2017-2019 : Anne with an E : Mme Eliza Barry (Helen Johns) (23 épisodes)
- 2017-2019 : GLOW : Arthie Premkumar (Sunita Mani) (29 épisodes)
- 2018 : The Haunting of Hill House : Shirley Crain (Elizabeth Reaser)
- 2018 : Brainiacs, l'école des génies (pt) : ? (?) (saison 1)
- 2018-2021 : Hidden : Bethan « Beth » Jones (Megan Llyn) (9 épisodes)
- 2018-2022 : A Discovery of Witches : Miriam Shepherd (Aiysha Hart) (17 épisodes)
- 2019 : Scott & Bailey : Bailey (Suranne Jones)
- 2019 : The Spanish Princess : Elisbeth d'York (Alexandra Moen) (mini-série)
- 2019 : Nehama : Tamar Nehama (Liron Vaisman) (10 épisodes)
- 2019 : Undercover : Nathalie Geudens (Ruth Becquart)
- 2020 : The King : Emilia Szapiro (Aleksandra Pisula)
- 2020 : Truth Seekers : JoJo 74 (Kelly Macdonald)
- 2020-2021 : Hightown : Leslie Babcock (Tonya Glanz) (14 épisodes)
- depuis 2020 : Alex Rider : Mme Jones (Vicky McClure)
- 2021 : The Pembrokeshire Murders : l'huissier de justice (Rhiannon Meades) (mini-série)
- 2021 : Unusual Suspects (en) : Roxanne Waters (Michelle Vergara Moore (en)) (mini-série)
- 2021 : Smother (en) : Anna Ahern (Gemma-Leah Devereux (en))
- 2022 : Tout le monde ment : Ana (Natalia Verbeke)
- 2022 : Le fate ignoranti - La serie : Antonia (Cristiana Capotondi)
- 2022 : The Serpent Queen : Catherine de Médicis (Samantha Morton)
- 2022 : Chantal : ? (?)
- 2023 : Delete Me : ? (?) (saison 2)
- 2023 : Tom Jones : Mme Waters (Susannah Fielding) (mini-série)

#### Séries d'animation
- 1996 : Reideen the Superior : Kirari Saijyou
- 1998-1999 : Elle et Lui : Tsubaki Sakura (2e voix)
- 1999-2023 : Pokémon, la série : Flora
- 2001-2002 : Cyborg 009 : Françoise / 003
- 2002-2007[6] : Naruto : Sakura Haruno
- 2003-2004 : Pichi Pichi Pitch : La Mélodie des Sirènes : Arara
- 2003-2010 : Tortues ninja TMNT : Karai
- 2003 : Saint Seiya chapitre Hadès (arc sanctuaire) : Pandore
- 2004-2008 : Miss Spider : Frimousse
- 2004-2009 : Hi Hi Puffy AmiYumi : Ami Onuki
- 2004-2019 : Winx Club : Mirta / Amentia
- 2005 : Doraemon : Shizuka Minamoto
- 2005 : Gun X Sword : Fasalina
- 2005-2013 : Les Mélodilous : Tasha
- 2006 : Ayakashi: Japanese Classic Horror - Tenshu Monogatari : Tomihime
- 2006 : Les Copains de la forêt : Sophia la sœur de Noémie, Milly la mère de Gladys, Jacka la mère de Dédé, Marjorie la mère de Achille
- 2006-2008 : Di-Gata les défenseurs : Melosa
- 2007 : Cédric : Mademoiselle Nelly (2e voix, saison 3)
- 2007 : Burst Angel : Amy
- 2007-2017 : Naruto Shippuden : Sakura Haruno
- 2008-2011 : Yu-Gi-Oh! 5D's : Mina Simington / Luca
- 2008-2013 : Sid, le petit scientifique : Gabrielle
- 2009-2013 : Le Petit Royaume de Ben et Holly : Princesse Holly
- 2010 : Chloé Magique : Chloé
- 2011-2019 : My Little Pony : Les amies, c'est magique : Princesse Cadance / Clarity Cut / Rose (saison 7) / Lilac Meadow
- 2012 : Marvel Anime - X-Men : Jean Grey
- 2012 : Arthur : Molly Crosswire (3e voix, à partir de la saison 16)
- 2012-2018 : Princesse Sofia : Princesse Ambre
- 2014 : Naruto SD Rock Lee : Les Péripéties d'un ninja en herbe : Sakura Haruno
- 2014 : Nina au Petit Coin : Nina
- 2014-2016 : Les 7N : Reine Délicieuse
- 2016-2017 : Le Monde des Winx : Queen
- 2017 : Les Nouvelles Aventures du bus magique : Arnaud et Véronique
- 2017-2023 : Boruto: Naruto Next Generations : Sakura Uchiwa
- 2020-2022 : Amphibia : Marcy Wu
- 2023-2024 : Synduality: Noir : Ange

### Jeux vidéo
- 2023 : Naruto x Boruto: Ultimate Ninja Storm Connections : Sakura

## Voix off

### Livres audio
- Twilight (1,2,3,4), Stephenie Meyer
- Toutes ces choses qu'on ne s'est pas dites, Marc Levy
- 1Q84 (1, 2, 3), Haruki Murakami, Audiolib, Paris, 2012 : Aomame
- L'Analphabète qui savait compter, Jonas Jonasson
- Fractures, Franck Thilliez
- Minute papillon, Aurélie Valognes
- Entre ciel et Lou, Lorraine Fouchet
- Laëtitia ou la fin des hommes, Ivan Jablonka
- La ville orpheline Victoria Hislop
- Ciao Bella, Serena Giuliano
- Dans la forêt', Jean Hegland
- Quelqu'un de bien', Françoise Bourdin
- Ceux qu'on aime, Victoria Hislop
- Les Mille et une nuits, traduction R Khawam
- La Datcha, Agnes Martin-Lugand
- Apaiser nos tempêtes, Jean Hegland
- J'ai toujours cette musique dans la tête d'Agnès Martin-Lugand
- Amours et autres obsessions de Liane Moriarty
- Derrière la Haine de Barbara Abel
- L'Été d'avant de Lisa Gardner
- La ballerine de Kiev de Stéphanie Perez
- Dernière Soirée de Lisa Gardner